# Nao-Cōra Yamazaki
Nao-Cōra Yamazaki (japanisch 山崎 ナオコーラ, * 15. September 1978 in Kitakyūshū, Präfektur Fukuoka) ist eine japanische Schriftstellerin und Essayistin.

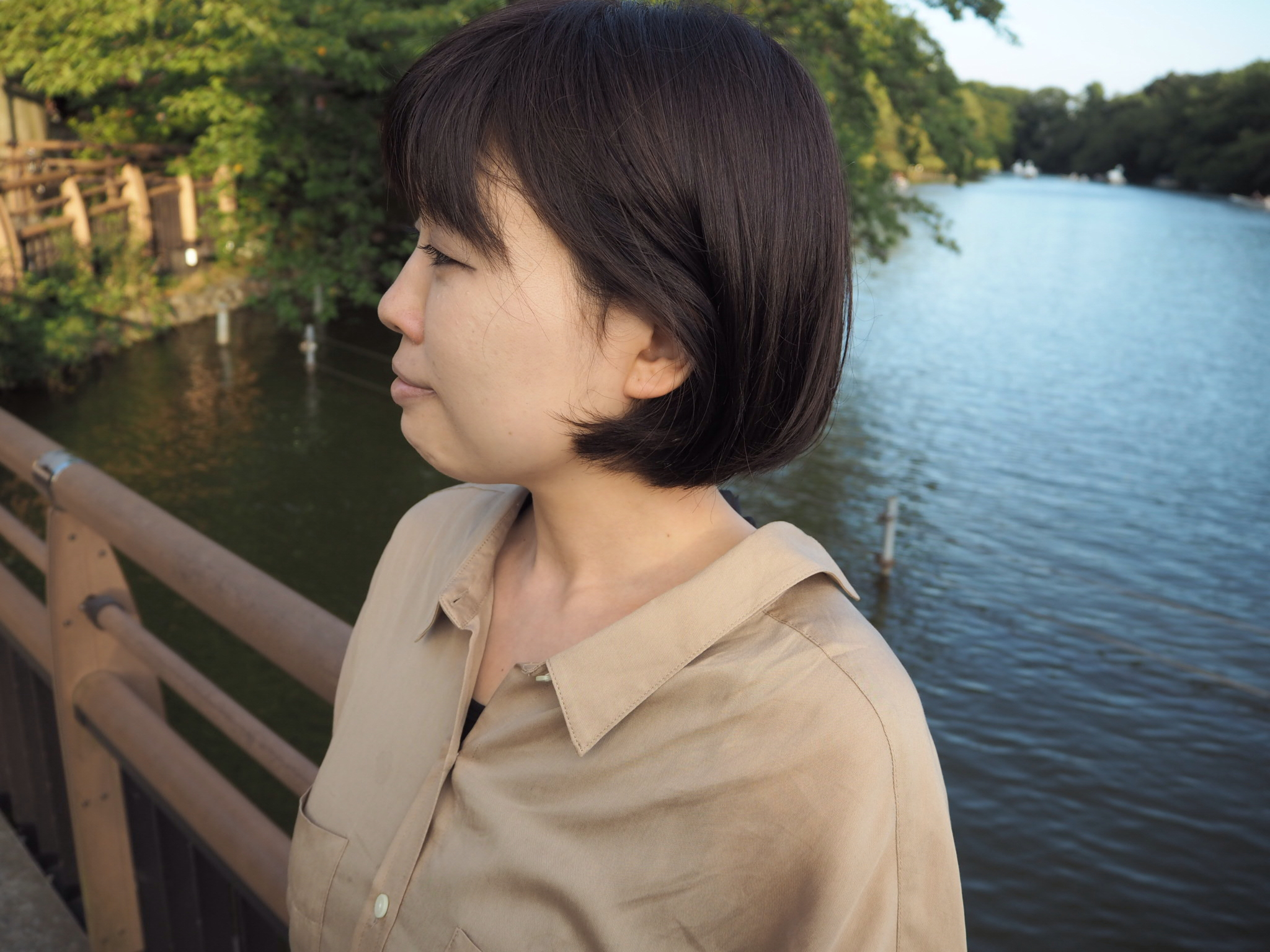
Nao-Cōra Yamazaki, 2016

Sie gibt ihr Geschlecht nicht an und lebt heute in Tōkyō. Sie wuchs in der Präfektur Saitama auf und absolvierte ein Studium der japanischen Literatur an der Kokugakuin-Universität. Ihre Abschlussarbeit verfasste sie zur Figur Ukifune im Genji Monogatari.

## Leben
Yamazaki arbeitete zunächst als Angestellte, bevor sie im Alter von 26 Jahren mit dem Schreiben begann. 2004 gewann sie mit der Erzählung Hito no sekkusu o warau na (人のセックスを笑うな, Lach nicht über den Sex anderer Leute) den 41. Bungei-Preis und wurde im selben Jahr für den 132. Akutagawa-Preis nominiert. In den folgenden Jahren war sie mehrfach für bedeutende Literaturpreise nominiert, darunter der Akutagawa-Preis (insgesamt fünfmal), der Mishima-Preis sowie der Noma-Literaturpreis für Nachwuchsautoren.
Besonders auffällig ist Yamazakis Autorenname „Nao-Cōla“, den sie selbst gewählt hat. Kritiker wie Genichiro Takahashi interpretierten den Namen als ironische und zugleich tiefsinnige Reaktion auf das Leben in einer spätkapitalistischen Gesellschaft. Der Name kombiniere das gewöhnliche japanische Vornamenfragment „Naoko“ mit dem englischen „Cola“ – in der japanischen Schreibung folgt auf das Gewöhnliche das Unerwartete, was als humorvolle Brechung gelesen werden kann. Takahashi sah darin das Zeichen einer Autorin, die sich mit Anmut und Witz durch das moderne Leben schlägt. Das Spiel mit Sprache, Popkultur und Ironie ist auch in Yamazakis Werk wiederzufinden.
In der Erzählung Cavities and Kindness etwa begegnet der Protagonist seinem Zahnarzt mit einem Wortwitz, der sich auf einen japanischen Werbeslogan bezieht: „Bufferin [japanisches Schmerzmittel] besteht zur Hälfte aus Freundlichkeit.“ Die feine, absurde Verbindung von Alltagskultur, Werbung und zwischenmenschlicher Nähe ist charakteristisch für Yamazakis Stil. Ihre literarischen Figuren bewegen sich oft in urbanen Lebenswelten, in denen Einsamkeit, Humor und Beziehungsfragen ineinandergreifen.
Ihr Stil zeichnet sich durch präzise psychologische Beobachtungen und bewusst zurückhaltende Figurenzeichnung aus. Sie betont die Freiheit der Lesenden, sich eigene Bilder von den Charakteren zu machen. Neben der Prosa ist sie auch als Essayistin bekannt und geschätzt. 2023 erhielt sie für ihr essayistisches Werk Mirai no Genji monogatari (ミライの源氏物語, Das Genji Monogatari der Zukunft) den renommierten Bunkamura Prix des Deux Magots. Yamazaki betrachtet darin das Genji Monogatari aus neuen Perspektiven wie Lookism, Lolicon, Mutterkomplex, Mounting, Trophy Wife, Ageismus u. a. und macht das historische Werk über das Leben und die Beziehungen des Prinzen Genji durch eine zunächst fremd anmutende Interpretation nachvollziehbar.

## Werke (Auswahl)

### Romane und Erzählungen
- Hito no sekkusu o warau na (人のセックスを笑うな, Lach nicht über den Sex anderer Leute), 2004
  - franz. Ne riez pas de mon histoire d'amour, 2010, ISBN 978-2021004717
  - ital. Non ridere della vita sessuale degli altri, 2022, ISBN 978-8817162913
- Ukiyo de ranchi (浮世でランチ, Lunch im flüchtigen Leben), 2006
- Katsura biyōshitsu besshitsu (カツラ美容室別室, Perücken-Salon, Nebenraum), 2007
- Ronri to kansei wa ai hanshinai (論理と感性は相反しない, Logik und Gefühl widersprechen sich nicht), 2008
- Nagai owari ga hajimaru (長い終わりが始まる, Ein langes Ende beginnt), 2008
- Te (手, „Hand“), 2009 – später als Otōsan daisuki (お父さん大好き, Ich hab Papa lieb) neu aufgelegt
- Otoko to ten to sen (男と点と線, Mann, Punkt und Linie), 2009
- Koko ni kienai kaiwa ga aru (ここに消えない会話がある, Hier gibt es ein unvergängliches Gespräch), 2009
- Atashi wa bīdama (あたしはビー玉, Ich bin eine Glaskugel), 2009
- Kono yo wa futarikumi de wa dekiagaranai (この世は二人組ではできあがらない, Diese Welt besteht nicht nur aus Zweiergruppen), 2010
- Niki no kutsujoku (ニキの屈辱, Nikys Demütigung), 2011
- Watashi no naka no otokonoko (私の中の男の子, Der Junge in mir), 2012
- Hiruta to Hakkō (昼田とハッコウ, Hiruta und Hakkō), 2013
- Bōi mītsu gāru no kyokutan na mono (ボーイミーツガールの極端なもの, Die Extreme von Boy-meets-Girl), 2015
- Kawaii yo no naka (可愛い世の中, Eine süße Welt), 2015
- Han jinsei (反人生, Gegen das Leben), 2015
- Nenreizumu / Hirakareta shokkidana (ネンレイズム／開かれた食器棚, Altersismus / Das offene Geschirrregal), 2015
- Utsukushii kyori (美しい距離, Eine schöne Distanz), 2016
- Friendship For Grown-Ups, Three short stories  (engl.), 2017, ISBN 978-1911343028
- Nise shimai (偽姉妹, Falsche Schwestern), 2018[6]
- Shumi de hara ippai (趣味で腹いっぱい, Satt durch Hobbys), 2019
- Ribbon no otoko (リボンの男, Der Mann mit dem Band), 2019
- Nikutai no jendā o warau na (肉体のジェンダーを笑うな, Lach nicht über das Gender des Körpers), 2020
- Akirameru (あきらめる, Loslassen), 2024

### Essays und Sachbücher
- Yubisaki kara sōda (指先からソーダ, Soda aus den Fingerspitzen), 2007
- Otomodachi o tsukurou (男友だちを作ろう, Lass uns männliche Freunde finden), 2011
- Taiyō ga mottainai (太陽がもったいない, Schade um die Sonne), 2014 – spätere Ausgabe: Beranda engei de kangaeta koto (ベランダ園芸で考えたこと, Gedanken aus dem Balkon-Garten), 2019
- Kawaii otto (かわいい夫, Der süße Ehemann), 2015
- Haha de wa nakute, oya ni naru (母ではなくて、親になる, Nicht Mutter, sondern Elternteil werden), 2017
- Bungō ohakamairi-ki (文豪お墓まいり記, Bericht vom Schriftstellergräber-Besuch), 2019
- Busu no jishin no mochikata (ブスの自信の持ち方, Wie man Selbstvertrauen als Hässliche gewinnt), 2019
- Mushiro, kangaeru kaji (むしろ、考える家事, Haushalt als Denkübung), 2021
- Miruku to korona (ミルクとコロナ, Milch und Corona, mit Gen Shiraiwa), 2021
- Mirai no Genji monogatari (ミライの源氏物語, Das Genji Monogatari der Zukunft), 2023

### Kinderbücher
- Kawaii otōsan (かわいいおとうさん, Der süße Papa, illustriert von Sasameya Yuki), 2017

## Auszeichnungen (Auswahl)
- 2004: Bungei-Preis für Hito no sekkusu o warau na
- 2017: Shimase-Preis für Liebesgeschichten für Utsukushii kyori
- 2023: Bunkamura Prix des Deux Magots für Mirai no Genji monogatari